# Aphroceras elongata
Aphroceras elongata är en svampdjursart som först beskrevs av Schuffner 1877.  Aphroceras elongata ingår i släktet Aphroceras och familjen Grantiidae. Inga underarter finns listade i Catalogue of Life.